# Heer van het licht
Heer van het licht (Engelse titel: Lord of Light) is een sciencefiction-roman uit 1967 van de Amerikaanse schrijver Roger Zelazny,  Het origineel werd uitgebracht door uitgeverij Doubleday & Company Inc. in New York. Twee hoofdstukken waren al in 1967 te lezen in Magazine of Fantasy and Science Fiction.
De Nederlandse versie werd in 1972 uitgegeven door Uitgeverij Het Spectrum in de Prisma Pocketsreeks onder catalogusnummer 1537 tegen een kostprijs van 4 gulden. Een tweede druk volgde in 1974. 
Het verhaal is een kruising tussen sciencefiction, godsdienst en mythologie. Er vindt een godenstrijd binnen oude en nieuwe stromingen binnen het Boeddhistische/Hindoeïstische universum plaats.
Zelazny citeert in elk van de negen hoofdstukken uit Boeddhistische en Hindoeïstische werken zoals Dhammapada en Brihadaranyaka Upanishad.
De ontvangst in Nederland was matig; men herkende een goede schrijfstijl, maar zijn hang naar religie en mythologie werd niet echt op prijs gesteld, aldus De Volkskrant in 1972. Het verhinderde een twee druk niet. In de Verenigde Staten werd het als beste roman genomineerd voor zowel de Hugo Award (beste roman) als Nebula Award.